# Херман V фон Рененберг
Херман V/VI фон Рененберг (на немски: Hermann V von Rennenberg; * пр. 1435; † 12 февруари 1471 или между ноември 1471 и 27 ноември 1472) е господар на замък Рененберг над Линц ам Райн в Рейнланд-Пфалц.
Той е син на Рорих III фон Рененберг († сл. 1469/6 юли 1470) и съпругата му Катарина фон Шлайден-Щолценберг († 1435/1441), вдовица на Арнолд III фон Боланд, господар на Щолценбург († 1397) и на Йохан IV фон Зафенберг († пр. 1409), дъщеря на Конрад IV фон Шлайден-Нойенщайн, шамберлен на Франция († 1420) и Ирмгард ван Хорн († 1394). Внук е на Вилхелм I фон Рененберг († сл. 1409) и правнук на Рорих II фон Рененберг († сл. 1365) и Неза фон Изенбург-Браунсберг († сл. 1363).
Херман V фон Рененберг умира 1471 или 1472 г. и е погребан в Линц ам Райн.
Благородническата фамилия фон Рененберг измира през 1585 г.

## Фамилия
Херман V/VI фон Рененберг се жени през февруари 1454 г. за Амелия (Амели) фон Ербах (* пр. 1454; † 23 март 1482/1484), племенница на Дитрих Шенк фон Ербах (1390 – 1459), архиепископ на Майнц (1434 – 1459), дъщеря на Ото Шенк фон Ербах († 1468) и графиня Амелия фон Вертхайм († сл. 1442), вдовица Виланд фон Фрайберг (* 1400; † 14 януари 1439), дъщеря на граф Михаел I фон Вертхайм († 1440) и София фон Хенеберг († 1441). Те имат три сина и две дъщери:
- Вилхелм II фон Рененберг (* 1470; † 18 юли 1546, Цуилен), фрайхер/граф на Рененберг в Дике, господар в Цуйлен при Утрехт, женен I. пр. 30 юни 1501 г. за Катарина фон Шваненберг († пр. 29 август 1507), нямат деца, II. на 29 август 1507 г. в Мехелен, Антверпен за Корнелия ван Кулемборг (* 14 март 1486; † 23 юни 1541, Кемпен) и има с нея 10 деца
- Йохан цу Мюнстерайфел-Винтерберг
- Херман
- Амелия, абатиса на Гересхайм
- Елза, канон и дъконка в Торн.

Херман V фон Рененберг има извънбрачните деца:
- Конрад, в Свещен орден
- Йохана, каноник в Торн